# Dohoda z Haďače

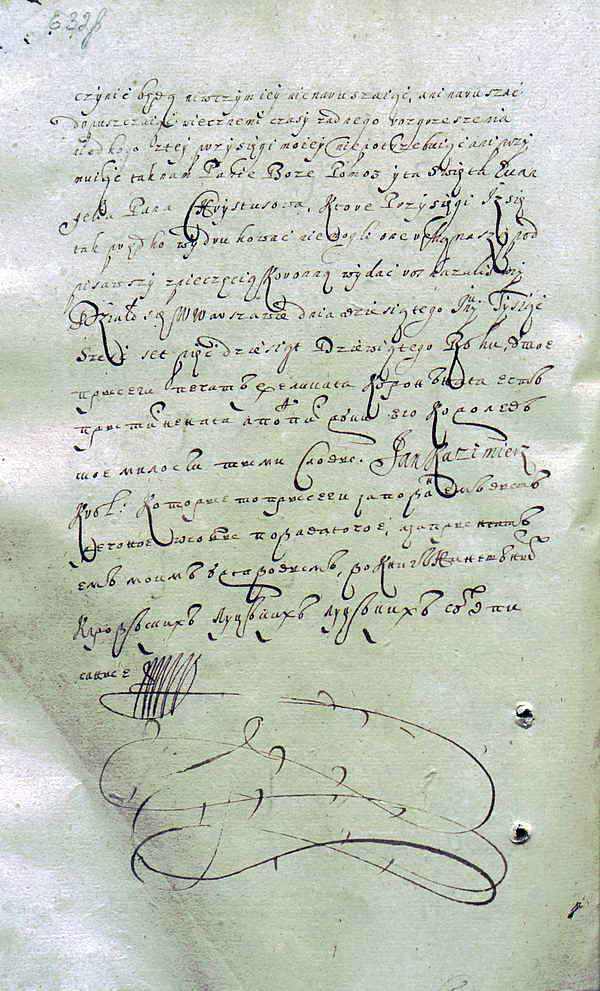
Dohoda z Haďače

Smlouva z Haďače (polsky: ugoda hadziacka; ukrajinsky: гадяцький договір) byla smlouva podepsaná 16. září 1658 v Haďači mezi zástupci Polsko-Litevské unie a záporožskými kozáky, neboli Kozáckým hetmanátem. Dohoda povyšovala kozáky (neboli nově vzniklé Ruské velkovévodství) na stejnou pozici, jakou v unii mělo Polské království a Litevské vévodství. Transformovala tak dualistickou Polsko-litevskou unii na unii trilaterální, trojčlennou. Název nového státu měl být Rzeczpospolita Trojga Narodów, tedy Republika tří národů. Dohoda též zrovnoprávňovala pravoslaví. Vévodství mělo mít i vlastní armádu, nesmělo však mít zahraniční vztahy. Měl ho řídit hejtman doživotně zvolený ze čtyř kandidátů předložených ukrajinskými stavy a potvrzený králem. Dohoda garantovala svobodu tisku. Kyjevsko-mohyljanská akademie podle ní měla získat status univerzity. Šlo o kompromis, k němuž Poláci a Litevci byli ochotni po kozáckém chmelnického povstání. Navzdory značné opozici římskokatolického duchovenstva byla smlouva schválena polským králem a parlamentem (Sejmem) dne 22. května 1659, byť s pozměněným textem. Do praxe však smlouva uvedena nebyla, jednak vzhledem k válečným událostem v Polsku, a také kvůli tomu, že smlouva nenašla podporu u většiny kozáků - zvláště se postavili proti bodu o navrácení pozemkového majetku na Ukrajině polské šlechtě. Rusko navíc smlouvu vidělo jako velké nebezpečí a ještě před jejím podpisem vyslalo na Ukrajinu vojska.
Za ukrajinskou stranu smlouvu podepisoval hejtman Ivan Vyhovský, který byl jejím hlavním duchovním otcem, a jenž jí chtěl vyřešit problém, jak se nestat příliš závislým na Rusku, s nímž kozáci původně spolupracovali (od podpisu Perejeslavské smlouvy roku 1654), ale jak vůdce povstání Chmelnický, tak jeho nástupce Vyhovský v Rusko ztratili důvěru. Vyhovský však své pojetí na Ukrajině neprosadil. Jeho model definitivně zemřel poté, co v říjnu 1659 odstoupil z funkce hejtmana a odešel do Polska. Pád dohody měl zásadní dopady na ukrajinské dějiny. Namísto vzniku trojstranné unie došlo na Ukrajině k chaosu zvanému obvykle "ruina". Výsledkem nakonec bylo rozdělení území kozáckého hetmanátu (Ukrajiny) mezi Polsko (Pravobřežní Ukrajina) a Rusko (Levobřežní Ukrajina), podle smluv z let 1667 (Andrusovský mír) a 1686 (Smlouva o věčném míru).
Znění smlouvy za ukrajinskou stranu vyjednával diplomat a staršina Jurij Nemirič. K signatářům smlouvy patřil na ukrajinské straně i Pavlo Teteria, budoucí hejtman Pravobřežní Ukrajiny. Za Polsko smlouvu signoval Stanisław Kazimierz Bieniewski, za Litvu Kazimieras Liudvikas Jevlaševskis.
Britský historik Andrew Wilson nazval nerealizovanou Smlouvu z Haďače „jedním z největších‚ co kdyby?‘ východoevropských dějin“. "Ruská expanze by mohla být zablokována a Polsko ušetřeno agónie svého dělení," zaspekuloval Wilson.